# Riccardo Boglione
Riccardo Boglione (Génova, 7 de julio de 1970) es un escritor, docente, curador y crítico de arte italiano.
Desde 2006 reside y trabaja en Montevideo, Uruguay.
Doctorado en la Universidad de Pensilvania, se especializa en el estudio de las vanguardias artísticas y la literatura conceptual. Escribe artículos de toería, crítica y análisis de arte en La Diaria y realiza curadurías y ensayos sobre arte contemporáneo e historia del arte para exposiciones y publicaciones especializadas. Fundó y dirigió la revista de literatura conceptual Crux Desperationis (2011-2021).

## Selección de libros (ficción)
- Ritmo D. Feeling the Blanks (2009)
- Tapas sin libro (2011)
- Extremo Explicit. 99 poemas de Riccardo Boglione (2014)
- It Is Foul Weather In Us All (2018)
- Teoría de la novela. Novela (2021)
- Teoria del romanzo. Romanzo (2023)

## Selección de trabajos curatoriales
- Vibración Gráfica. Tipografía de vanguardia en Uruguay (1923-1936), Museo Nacional de Artes Visuales (2013)
- Capelán, el ambibilinguo, XVIII Premio Figari (2013)
- José Gurvich: Ritmos de ciudad, en Los maestros se visitan: Pedro Figari, Joaquín Torres García, José Gurvich. Museo Figari, Uruguay (2018)
- Teresa Vila: Los años abstractos (1961-1968), Colección García Uriburu, Uruguay (2022)
- En el terreno de la duda: Teresa Vila 1949-1988, Museo Nacional de Artes Visuales, Uruguay (2024)

## Selección de libros (investigación)
- Détournement all'italiana: Rovesciamenti iconografici fra poesia visiva e situazionismo, Génova, Ocra Press (2019)
- Clemente Padín. Poesía visual y experimental - arte correo - acción (1965-2021), Maldonado, Museo García Uriburu (2022, catálogo de la exposición)
- Diagramando la modernidad. Libro y diseño gráfico en América Latina, 1920 - 1940 (en coautoría con R. Gutiérrez Viñuales), Santander-Ciudad de México, La Bahía-RM Editorial (2023)
- De traje atrayente: diseño gráfico uruguayo y modernidad en libros y revistas (1890-1940), Montevideo, Gegen Press (2024)